# Horace Walker

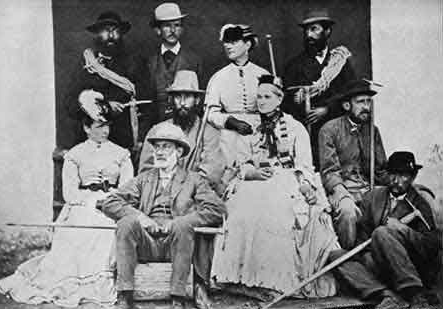
La famiglia Walker. Melchior Anderegg (in piedi, quarto da sinistra), Horace (seduto, terzo da sinistra), Lucy Walker (in piedi, terza da sinistra) e Adolphus Warburton Moore (seduto, secondo da destra)

Horace Walker (1838 – 1908) è stato un alpinista inglese, che ha compiuto molte prime ascensioni sulle Alpi e sul monte Elbrus. Fu anche presidente dell'Alpine Club inglese.

## Biografia
Walker era il figlio di un commerciante ed alpinista di Liverpool Francis Walker (1808–1872) ed il fratello di Lucy Walker, la prima donna ad essere salite sul Cervino.
Walker fu presidente dell'Alpine Club dal 1891 al 1893.

## Toponimi che lo ricordano
Il ghiacciaio Horace Walker ed il 'rifugio Horace Walker situati nelle Alpi meridionali in Nuova Zelanda portano il suo nome. In ricordo della sua prima ascesa delle Grandes Jorasses del 30 giugno 1868 fu dato il nome di Punta Walker (4.208 m) alla vetta più alta del gruppo.

## Prime ascensioni
| Vetta                                         | Cordata                                             | Guide                                                       | Data           |
| --------------------------------------------- | --------------------------------------------------- | ----------------------------------------------------------- | -------------- |
| Barre des Écrins                              | Adolphus Warburton Moore e Edward Whymper           | Michel Croz, Christian Almer padre e Christian Almer figlio | 25 giugno 1864 |
| Balmhorn (Alpi Bernesi)                       | Frank Walker e Lucy Walker                          | Jakob e Melchior Anderegg                                   | 21 luglio 1864 |
| Piz Roseg (Alpi Bernesi)                      | A. W. Moore                                         | Jakob Anderegg                                              | 28 giugno 1865 |
| Balmhorn (Alpi Bernesi)                       | Frank Walker e Lucy Walker                          | Jakob e Melchior Anderegg                                   | 28 giugno 1865 |
| Obergabelhorn (Alpi Pennine)                  | A. W. Moore,                                        | Jakob Anderegg                                              | 6 luglio 1865  |
| Pigne d'Arolla (Alpi Pennine)                 | A. W. Moore,                                        | Jakob Anderegg                                              | 9 luglio 1865  |
| Sperone della Brenva (Monte Bianco)           | George Spencer Mathews, A. W. Moore, Francis Walker | Jakob e Melchior Anderegg                                   | 15 luglio 1865 |
| Punta Walker, Grandes Jorasses (Monte Bianco) | -                                                   | Melchior Anderegg, Johann Jaun e Julien Grange              | 30 giugno 1868 |
| Monte Elbrus (Caucaso)                        | Florence Crauford Grove e Frederick Gardner         | Peter Knubel e Ahiya Sottaiev                               | 1874           |